# Idiocerinus bakeri
Idiocerinus bakeri är en insektsart som beskrevs av Baltasar Merino 1936. Idiocerinus bakeri ingår i släktet Idiocerinus och familjen dvärgstritar. Inga underarter finns listade i Catalogue of Life.